# Tiroteos a legisladores en Minnesota de 2025
El 14 de junio de 2025, fueron perpetrados dos ataques a mano armada a legisladores del estado de Minnesota, en Estados Unidos. Como resultado del tiroteo, Melissa Hortman, miembro de la Cámara de Representantes de Minnesota, fue asesinada junto a su marido; mientras que el senador estatal de Minnesota, John Hoffman y su esposa, Yvette, también fueron baleados y heridos de gravedad mientras se encontraban en su domicilio. Los dos políticos atacados, uno fallecido y otro herido, eran miembros del Partido Demócrata-Agrario-Laborista de Minesota, el afiliado al Partido Demócrata en dicho estado.

## Tiroteos
A las 2:00 a. m. (hora UTC-5), la policía de Champlin respondió a una llamada de emergencia del senador Hoffman, desplazándose a su residencia, donde encontró al  legislador y a su esposa con heridas de arma de fuego. Posteriormente, las autoridades acudieron a la residencia de la legisladora Melissa Hortman, en el suburbio de Brooklyn Park, donde la hallaron fallecida junto a su esposo. Allí los agentes de policía observaron un vehículo que, a simple vista, parecía ser una unidad policial en la entrada de la residencia. Mark Bruley, jefe de policía de Brooklyn Park, afirmó que el vehículo «se asemejaba exactamente a una patrulla todoterreno». En el vehículo se encontraba un sujeto disfrazado con chaleco antibalas, una pistola y una placa de policía, simulando ser uno de ellos, según el mismo reporte de Bruley.

## Víctimas
Fueron reportadas dos víctimas mortales en dos ataques armados distintos, ambos matrimonios. En el primero, Melissa y Mark Hortmann fueron víctimas de un tiroteo que les causó la muerte. En el segundo, John e Yvette Hoffman resultaron heridos de gravedad en un incidente de similares características.

## Presunto Autor
El presunto autor del atentado contra dos legisladores estatales de Minnesota pasó a disposición judicial el 16 de junio de 2025 y fue identificado con el nombre de  Vance Luther Boelter por el  Minnesota Bureau of Criminal Apprehension.  
Vance Luther Boelter, tiene 57 años, es cristiano evangélico, Boelter trabajó en la industria de servicios de alimentos, y según se informa fue gerente general de una tienda de conveniencia 7-Eleven.Después de obtener una licenciatura en relaciones internacionales a los 20 años, regresó a la escuela y obtuvo una maestría y luego un doctorado en liderazgo de la ahora cerrada Universidad Cardinal Stritch en el condado de Milwaukee, Wisconsin. En las cuentas de redes sociales de Boelter, afirmó haber tenido entrenamiento militar y una carrera en seguridad privada, pero la Radio Pública Nacional no pudo encontrar "ningún historial trabajando en la aplicación de la ley, el ejército o la seguridad privada". Posteriormente  participó en proyectos agrícolas en África central. Él y su esposa figuraban además como directores de una empresa de seguridad privada llamada Pretorian Guard Security Services, que le habría permitido tener acceso a indumentaria similar a la que utiliza la policía para acercarse a las víctimas.

### Captura
La búsqueda de Boelter fue la «mayor cacería humana en la historia del estado», declaró Mark Bruley, jefe de policía de Brooklyn Park. El día 15 de junio de 2025 , las autoridades localizaron un vehículo que Boelter usaba, abandonado en la zona rural del condado de Sibley, donde vivía, y un agente de policía informó haber creído haber visto a Boelter corriendo hacia el bosque, según Bruley. La policía estableció entonces un amplio perímetro y desplegó a veinte equipos tácticos diferentes, que dividieron el área y lo buscaron.Durante la operación, las autoridades aseguraron haber recibido información que confirmaba la presencia de alguien en el bosque a quien buscaron durante horas, utilizando un helicóptero y agentes a pie, hasta que finalmente hallaron a Boelter. El hombre se entregó a la Policía y se arrastró hasta los agentes en el bosque antes de ser esposado y puesto bajo custodia en un campo. Los registros penitenciarios indican que Boelter ingresó en la Cárcel del Condado de Hennepin a la 1:02 a. m. (hora de local).

## Motivo
De acuerdo a una declaración inicial del gobernador de Minnesota, Tim Walz, el tiroteo fue «un acto de violencia política selectiva».